# Нічого не трапилося
«Нічого не трапилося» — радянський художній фільм 1989 року, знятий режисером Мухамедом Союнхановим на кіностудії «Туркменфільм».

## Сюжет
За мотивами повісті Байрама Абдуллаєва «Зоряний дощ». Співробітник КДБ Галканов прибуває в одну з європейських країн з метою з'ясувати, яким чином у закордонні банки потрапляють на зберігання золоті монети від високопоставлених осіб із СРСР. Галканов виходить на корумповане керівництво своєї республіки і незабаром вирушає до Туркменії. Тут герой продовжує вести розслідування і зрештою виявляє місце карбування монет.

## У ролях
- Юрій Васильєв — Галканов
- Бердимурад Бердиєв — головна роль
- Борис Савченко — голова КДБ
- Артик Джаллиєв — головна роль
- Ата Довлетов — роль другого плану
- Володимир Єпископосян — роль другого плану
- Мулькаман Оразов — роль другого плану
- Какаджан Аширов — роль другого плану
- Яків Бранд — роль другого плану
- Садих Гусейнов — роль другого плану
- Юсуп Кулієв — роль другого плану
- Віталій Медведєв — роль другого плану
- Ходжакулі Нарлієв — роль другого плану
- Гулалек Овезова — роль другого плану

## Знімальна група
- Режисер — Мухамед Союнханов
- Сценаристи — Світлана Гараніна, Юрій Папоров, Мухамед Союнханов
- Оператор — Батир Атаєв
- Композитор — Реджеп Реджепов
- Художник — Гусейн Гусейнов